# Nieuw Nederlands Vestingstelsel
Het Nieuw Nederlands Vestingstelsel is een methode om vestingen te ontwerpen en te bouwen ontwikkeld door Menno van Coehoorn.

Een bastion zoals dat volgens Menno van Coehoorn moest worden ontworpen. De exacte grondvormen van zijn drie methoden van vestingbouw konden verschillen, maar de grondvorm van zijn bastions waren in alle gevallen min of meer hetzelfde.

## Menno van Coehoorn
Menno van Coehoorn had zijn hele carrière als vestingbouwer al kritiek op de toen gebruikelijke (en nu als ‘Oud-Nederlands Vestingstelsel’ bekendstaande) methode van vestingbouw. Na de nodige meningsverschillen met andere vestingbouwers, zoals Louis Paen, besluit hij zijn ideeën en theorieën over het moderne vestingbouwen te boek te stellen. 
In 1685 komt zijn boek ‘Nieuwe vestingbouw op een natte of lage horisont’ uit. Dit boek zou uiteindelijk een standaardwerk worden voor iedereen die ook maar iets met vestingbouw te maken heeft. In het boek beschrijft hij drie verschillende, aan het Nederlandse landschap aangepaste, manieren waarop een vesting kon worden gebouwd die tegenstand kon bieden tegen de toen gebruikelijke aanvals- en belegeringsmethoden. Geen van deze methoden zijn ooit in Nederland daadwerkelijk gebruikt, daarvoor waren de ontwerpen te uitgebreid en te duur. Zijn ontwerpen en ideeën zouden echter wel een blijvende invloed hebben op de manier waarop vestingen zouden worden gebouwd.
De vesting die nog het meest weg had van de manier van vestingbouwen beschreven in het boek van Menno van Coehoorn is Bergen op Zoom, maar ook hier waren de vestingwerken veel simpeler in opzet.

## Kenmerken
De meest algemene kenmerken van bastions die gebouwd zijn met de theorieën van Menno’s boek in het achterhoofd hebben de volgende algemene kenmerken:
- Vaak een stenen revettement om de wallen steiler te maken.
- Gebogen flanken vaak onderverdeeld in een hoge flank op walgang hoogte en een daarvoor gelegen lage flank die via kazematten te bereiken was.
- Grote bastions
- Vaak voorzien van geschutskazematten
- Zo goed als geen voorwerken (op een buitenwal of glacis met enveloppe na)
- De flanken beschermd door grote oreillons aan het einde van de facen van een bastion.

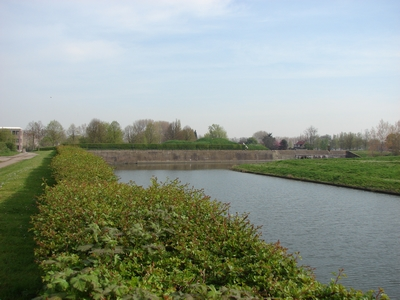
Nieuw Nederlands Vestingstelsel in Hellevoetsluis

## Voorbeelden
Vestingen die min of meer gebouwd zijn met de ideeën van het nieuw Nederlands vestingstelsel in het achterhoofd zijn:
- Bergen op Zoom
- Grave
- Hellevoetsluis (vestingwerken nog intact)
- Zutphen (uitbreiding bestaande vestingwerken)
- Sluis (uitbreiding bestaande vestingwerken, vooral aan de overzijde van het voormalige Zwin)
- Sas van Gent

Het beste voorbeeld van een vesting die karakteristiek is voor deze methode van vestingbouw, en nu nog intact is, is de vesting Naarden. Dit mag ironisch genoemd worden, Naarden was al gebouwd voordat het boek van Van Coehoorn uitkwam. En juist Naarden oogstte veel kritiek van Van Coehoorn en werd zelfs (niet met naam en toenaam) gebruikt in het voorwoord van zijn boek als voorbeeld van hoe het niet moet. Toch is deze vesting er een die qua uiterlijk nog het dichtst bij verdwenen vestingen als Bergen op Zoom zit.